# فريدريك ستروم
فريدريك ستروم هو كاتب وسياسي سويدي، ولد في 10 يوليو 1880 في Breared ‏ في السويد، وتوفي في 23 نوفمبر 1948 في Bollebygd ‏ في السويد. نشط حزبياً في حزب العمال الديمقراطي الاشتراكي السويدي وحزب اليسار. وقد انتخب عضو في مجلس الغرفة الأولى لبرلمان السويد ‏ عن دائرة دائرة بلدية ستوكهولم الانتخابية ‏ (1916 – 1919).